# Adam Trepczynski
Adam Trepczynski (* 1976 in Milanówek, Polen) ist ein polnischer Cartoonist und Comiczeichner.

## Leben
Trepczynski (alias „adam“) studierte Informatik und war lange Computerspielentwickler. Seit 2003 erscheinen seine Cartoons regelmäßig in der Berliner Zeitschrift DAS MAGAZIN. 2005 belegte er den zweiten Platz beim Deutschen Karikaturenpreis, 2008 den dritten. Er lebt und arbeitet in Berlin.

## Werke (Auswahl)
- Auch das noch. Carlsen
- Ist nur Spaß!. Carlsen

## Auszeichnungen
- 2016: Deutscher Karikaturenpreis, „Geflügelter Bleistift“ in Silber

## Ausstellungen
- A bis Z: Die Gesamtwerke. Kassel 2009